# Kaukázusi nyírfajd
A kaukázusi nyírfajd (Lyrurus mlokosiewiczii) a madarak osztályának tyúkalakúak (Galliformes) rendjébe és a fácánfélék (Phasianidae) családjába tartozó faj.

## Rendszerezése
A fajt Wladyslaw Taczanowski írta le 1863-ban, a Tetrao nembe Tetrao mlokosiewiczi néven. A tudományos faji nevét Ludwik Mlokosiewicz lengyel zoológusról kapta.

## Előfordulása
Délkelet-Európa nagyon déli peremén és a környező régiókban honos. Közigazgatásilag olyan országok területén található meg, mint Oroszország, Grúzia, Örményország, Azerbajdzsán és Törökország. 
Természetes élőhelyei a szubtrópusi és trópusi mérsékelt övi erdők és füves puszták. Állandó, nem vonuló faj.

## Megjelenése
A kakas hossza 50-55 cm, ezzel nagyobb testű, mint a 37–42 cm hosszúságú tyúk. A kakas nagyon jellegzetes, a vörös szemöldöktől eltekintve teljesen fekete a tollruhát visel, valamint farktollai mélyen villás alakúak. A tyúk tollazata szürke, hívása rikító.
|  |

## Szaporodása
Májustól júniusig a kakasok csoportos dürgést adnak elő. Ellentétben a közönséges nyírfajddal, a kaukázusi nyírfajd dürgése néma, de a kakas szárnyai vékony fütyülés kíséretében lobognak, miközben ugrik és megfordul a levegőben, illetve a szárny alatti fehér tollai rövid ideig látszanak. A tyúk legfeljebb 10 tojást rak le egy földi kaparásban és minden felelősséget elvállal a költés és a csibék felnevelése terén.

## Természetvédelmi állapota
A kaukázusi nyírfajd talán a legkevésbé tanulmányozott fajdfaj és korábban a Természetvédelmi Világszövetség adathiányosnak minősítette. Az újabb kutatások azt mutatják, hogy állománya bizonyos mértékig csökkenőben van és ennek következtében 2008-tól mérsékelten fenyegetett fajként szerepel a Természetvédelmi Világszövetség vöröslistáján. A 2010-es becslések szerint 30–63 ezer található a fajból. A természetvédelmi erőfeszítések közül szerepel az ökoturizmus ösztönzése, a madárfaj és élőhelyének ismertségének a növelése. 

## Fordítás
- Ez a szócikk részben vagy egészben  a   Caucasian Grouse című angol Wikipédia-szócikk ezen változatának fordításán alapul.  Az eredeti cikk szerkesztőit annak laptörténete sorolja fel. Ez a jelzés csupán a megfogalmazás eredetét és a szerzői jogokat jelzi, nem szolgál a cikkben szereplő információk forrásmegjelöléseként.